# Saussurea seoulensis
Saussurea seoulensis là một loài thực vật có hoa trong họ Cúc. Loài này được Nakai miêu tả khoa học đầu tiên năm 1911.